# Atlantis Word Processor
«Atlantis Word Processor» (текстовий процесор «Atlantis») займає нішу під так званими «top-end» текстовими процесорами, найвідомішим з яких є MS Word. Atlantis є умовно-безкоштовним застосунком (англ. shareware). У поточній версії текстового процесора Atlantis відсутні деякі функції, наявні в MS Word. Але в той самий момент в Atlantis є цілий набір цікавих і навіть унікальних (відсутніх в інших текстових редакторах) функцій, що дозволяють зробити роботу над текстовими документами продуктивнішою та зручною. Не будучи повноцінною заміною Microsoft Word, Atlantis є цікавим інструментом для широкого спектра задач, пов'язаних з обробкою текстів.
Разом з комерційною (shareware) версією продукту, випускається також безкоштовна версія — Atlantis Word Processor Lite.

## Історія
Atlantis з'явився в Інтернеті в квітні 2000-го року у вигляді попереднього релізу (версія 0.7). Кожен охочий мав можливість безплатно користуватись preview-версією, в якій була функція необов'язкової безплатної реєстрації.
В лютому 2001-го року було випущено версію 1.0. Ця версія вимагала платну реєстрацію. На момент випуску версії 1.0, плата за реєстрацію становила $15 для користувачів версії 0.7, та $27 для нових користувачів. Надалі (через декілька років) реєстраційну плату було підвищено до $35 (якою вона є і в цей час).
З моменту виходу версії 1.0, до текстового процесора Atlantis було випущено декілька десятків поновлень (нових версій). Ключовими з них були версії 1.1 (підтримка газетних колонок), 1.5 (колонтитули, поля, «просунуті» функції друку), 1.5.4 (нова система перевірки орфографії, панель Control Board, підтримка кількох виділень, функція Power Type), та 1.6 (зноски).

## Функції
У цьому розділі згадані лише найцікавіші або унікальні функції.

### Безпека та надійність
На додачу до традиційних функцій шифрування документів та «автозбереження», в Atlantis є функція створення архівів резервних копій (Backup Files). Коли відбувається редагування документів, Atlantis створює архів копій документів. У випадку необхідності є можливість повернутись до більш старих версій будь-якого документа.

### Друк документів
Atlantis дозволяє друкувати документи в двосторонньому режимі на будь-якому принтері. Є функції масштабування, друку кількох сторінок на одному аркуші паперу, а також друк буклетів (включно з «кишеньковими» буклетами).

### Power Type
По мірі того, як користувач набирає все більше тексту в Atlantis, функція Power Type збирає інформацію про найвживаніші слова та словосполучення. Коли користувач починає набирати слова або фрази, які було набрано раніше, Power Type дозволяє швидко завершити поточне слово, що значно пришвидшує час, потрібний для набирання документів.

## Недоліки
Відсутність деяких часто використовуваних функцій.